# 운봉산
운봉산(雲峰山)은 강원특별자치도 고성군 토성면에 있는 산이다. 이 산은 화산으로, 완벽한 원뿔을 지니고 있어 성층 화산으로 분류된다. 또한 이 화산은 과거 분화의 흔적이 그대로 남아있는데, 주상절리와 돌강이 있다. 이 화산은 현무암질의 성층 화산으로, 지금은 활동을 쉬고있는 휴화산(休火山)이다. 이 화산은 설악산 근처에 있다.